# Ion Belaustegui
Ion Belaustegui Ruano (San Sebastián, Guipúzcoa, 13 de marzo de 1979) fue un jugador de balonmano español. Jugó en la posición de lateral derecho y su último equipo fue el Amaya Sport San Antonio de la liga ASOBAL. Mide 1.95 metros y pesa 95 kg.
Es internacional con la selección de balonmano de España, con la que jugó, entre otros, el campeonato europeo de 2006 y el mundial de Alemania 2007, campeonato al que llegó poco antes de comenzar, tras semanas inactivo por vacaciones, en sustitución del lesionado Salva Puig.

## Equipos
- FC Barcelona-Cifec (1996 - 1999)
- BM Valladolid (1999 - 2001)
- Caja España Ademar (2001 - 2003)
- HSV Hamburg (2003 - 2005)
- BM Ciudad Real (2005 - 2007)
- Naturhouse La Rioja (2007 - 2009 )
- AMAYA Sport San Antonio (2009 - 2010)

## Palmarés
- 1 vez campeón de la Copa de Europa de Balonmano
- 1 vez campeón de la Supercopa de Europa de Balonmano
- 2 veces campeón de la Liga ASOBAL
- 2 veces campeón de la Copa del Rey
- 1 vez campeón de la Supercopa de España
- 1 vez campeón de la Copa EHF

### Selección de España
- Medalla de oro en los Juegos Mediterráneos de Almería de 2005
- Medalla de plata en el Campeonato de Europa de 2006
- Medalla de bronce en el Juegos Olímpicos 2008